# Akio Toyoda
 (avril 2016).
Akio Toyoda (豊田章男, Toyoda Akio, né le 3 mai 1956 à Nagoya) est le président et directeur général de Toyota Motor Corporation et est le petit-fils de Kiichiro Toyoda, le fondateur de la Toyota Motor Corporation. C'est le fils le plus âgé de Shoichiro Toyoda.

## Biographie
Il est diplômé en droit de l'Université Keiō en 1979. Il obtient un MBA au Babson College en 1982. À la sortie de l'université, il commence à travailler pour la banque d'investissement, . G. Becker & Co., jusqu'en 1984.
Il est marié à Yuko Mamoru, fille de Tabuchi Mamoru, vice-président de Mitsui & Co..

Il est pilote amateur, et son surnom est Morizo sur les circuits. Il participe aux 24 heures du Nürburgring et possède sa propre écurie de course nommée Rookie Racing (en).

## Carrière
Il rejoint Toyota en 1984, devenant un membre du conseil d'administration en 2000 et devint vice-président exécutif en 2005 chargé des ventes au Japon et des opérations internationales. En janvier 2009, il fut annoncé comme le successeur du président Katsuaki Watanabe. Le 23 juin 2009, il fut confirmé dans ses fonctions.